# Lauschangriff – My Mom’s New Boyfriend
Lauschangriff – My Mom’s New Boyfriend ist eine US-amerikanisch-deutsche Actionkomödie aus dem Jahr 2008. Regie führte George Gallo, der auch das Drehbuch schrieb. Der internationale Titel ist Homeland Security.

## Handlung
Der Vater des FBI-Agenten Henry Durand ist im Gefängnis gestorben. Durand verbringt drei Jahre mit verdeckten Ermittlungen. Danach erfährt er, dass seine Mutter Martha sich mit einem neuen Freund, Tommy Lucero, trifft. Das FBI verdächtigt Lucero der Beteiligung an Kunstdiebstählen. Durand und seine Kollegen bewachen ihn, was gleichzeitig die Bewachung der Mutter Durands bedeutet.

## Kritiken
Christopher Null schrieb auf www.filmcritic.com, der Film zeige vorwiegend das schlechte Wohlbefinden der Hauptfigur, die mit dem Ausspionieren der eigenen Mutter beschäftigt sei. Hanks wirke lustig und bringe Schwung in die schwache Geschichte. Der Zuschauer sei bestürzt wegen des Aussehens von Meg Ryan.
Für die Redakteure der TV Spielfilm stellte sich lediglich die Frage, was bei der „komplett misslungenen Krimikomödie“ am meisten nervt: „Das zur Joker-Fratze geliftete Gesicht von Meg Ryan? Die sinnlosen Running Gags? Der dämliche Plot? Suchen Sie es sich aus – die Liste ist beliebig fortsetzbar!“ Das Werk sei „Nervensägenalarm – strunzdoof und unlustig“.

## Hintergründe
Der Film wurde in Shreveport (Louisiana) gedreht. Seine Produktionskosten betrugen schätzungsweise 25 Millionen US-Dollar. Der Film kam am 30. April 2008 in die spanischen Kinos, in denen er umgerechnet ca. 446 Tsd. US-Dollar einspielte. In den Vereinigten Staaten, in Großbritannien und in den Niederlanden wurde er direkt auf DVD veröffentlicht.
Im ZDF lief der Film am 30. Dezember 2010 und am 8. September 2019 unter dem deutschen Titel Eine Affäre Undercover.